# موتور خطی

ساختار یک موتور خطی

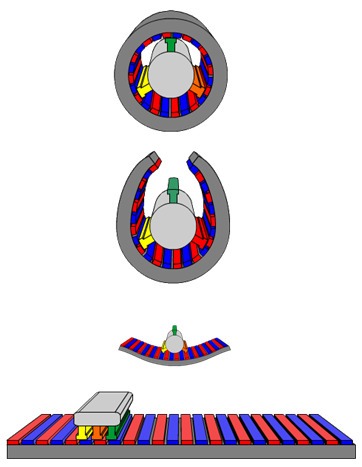
موتور سنکرون خطی

موتور خطی (انگلیسی: Linear motor) یک موتور الکتریکی است که استاتور و روتور آن از حالت مدور خارج شده‌است به طوری که به جای تولید گشتاور چرخشی، تولید نیروی خطی به صورت طولی می‌کند. با این حال، موتورهای خطی لزوماً مستقیم نیستند. به‌طور مشخص، بخش فعال موتور خطی به پایان می‌رسد، در حالی که موتورهای معمول به شکل یک حلقه پیوسته ایجاد شده‌اند.
متداول‌ترین حالت عملکرد، عملگر نیروی لورنتس است که نیروی اعمالی آن به‌طور خطی با جریان الکتریکی و میدان مغناطیسی متناسب است.
بسیاری از طرح‌ها برای موتورهای خطی مطرح شده و به دو دسته اصلی، موتورهای خطی با سرعت بالا و شتاب بالا تقسیم می‌شوند.
موتورهای خطی کم سرعت برای قطارهای مَگلِو و سایر برنامه‌های حمل و نقل زمینی مناسب هستند. موتورهای خطی پر سرعت به‌طور معمول نسبتاً کوتاه هستند و برای سرعت بخشیدن به یک شی تا سرعت بسیار بالا طراحی شده‌اند، به عنوان مثال، کویلگان را ببینید.

## انواع

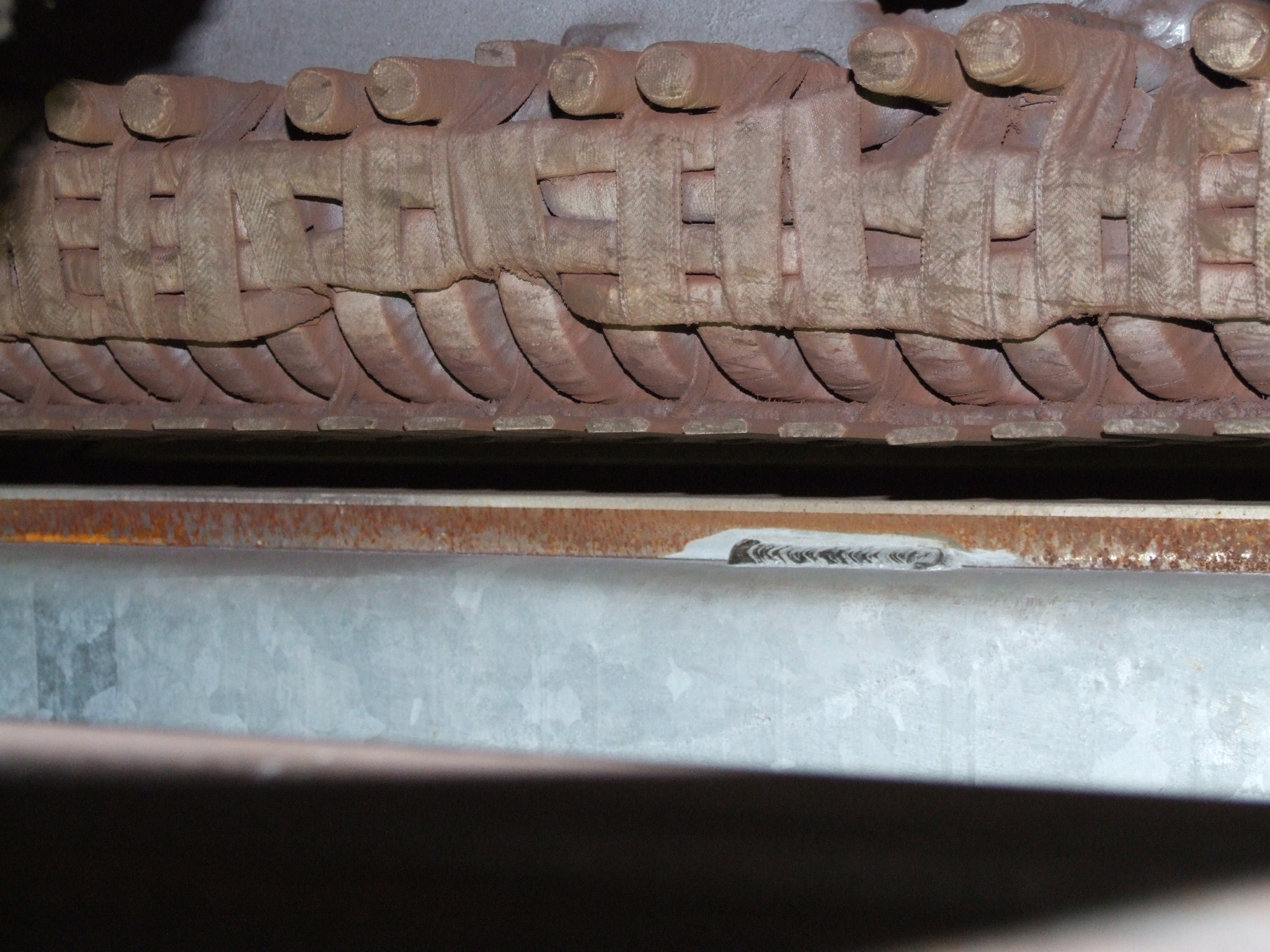
موتور خطی

### سنکرون
در این طراحی سرعت حرکت میدان مغناطیسی، معمولاً به صورت الکترونیکی، برای ردیابی حرکت روتور کنترل می‌شود. به علت هزینه، موتورهای خطی سنکرون به ندرت از کموتاتورها استفاده می‌کنند، بنابراین روتور اغلب شامل آهنرباهای دائمی یا آهن نرم است. کویلگان و موتورهای مورد استفاده در برخی از سیستم‌های مگلو، و همچنین بسیاری از موتورهای خطی دیگر مثال‌هایی از این نوع موتور هستند.

### القایی
موتور القایی خطی یک موتور خطی آسنکرون جریان متناوب است که با همان مبانی عمومی موتورهای الکتریکی دیگر کار می‌کند ولی طراحی شده‌است تا حرکت را مستقیماً در یک خط راست تولید کند.
امروزه موتورهای خطی در تمام ماشین‌هایی که نیازمند حرکت خطی (بر خلاف حرکت دورانی) هستند به کار گرفته می‌شود. نوع بسیار معروف این نوع موتورها که سرعت بالایی تولید می‌کنند، مگلوها هستند. مگلو سفری امن و پرسرعت را تأمین می‌کنند ولی گران‌قیمت هستند و با سیستم ریلهای معمولی سازگار نیستند.